# Dinamarca en los Juegos Olímpicos de Moscú 1980
Dinamarca estuvo representada en los Juegos Olímpicos de Moscú 1980 por un total de 58 deportistas que compitieron en 13 deportes.  
El portador de la bandera en la ceremonia de apertura fue el regatista Jørgen Lindhardsen.

## Medallistas
El equipo olímpico danés obtuvo las siguientes medallas:
| Nombre                                           | Deporte           | Competición        |
| ------------------------------------------------ | ----------------- | ------------------ |
| Oro                                              |                   |                    |
| Hans Kjeld Rasmussen                             | Tiro              | Skeet M            |
| Valdemar Bandolowski Erik Hansen Poul Høj Jensen | Vela              | Soling M           |
| Plata                                            |                   |                    |
| Peter Due Per Kjærgaard                          | Vela              | Tornado M          |
| Bronce                                           |                   |                    |
| Hans-Henrik Ørsted                               | Ciclismo en pista | Persecución ind. M |
| Susanne Nielsson                                 | Natación          | 100 m braza F      |